# Ykkönen 2019
Die Ykkönen 2019 war die 26. Spielzeit der zweithöchsten finnischen Fußballliga unter diesem Namen und die insgesamt 82. Spielzeit seit der offiziellen Einführung einer solchen im Jahr 1936. Sie begann am 27. April und endete am 20. Oktober 2019.

## Modus
Die zehn Mannschaften spielten jeweils drei Mal gegeneinander. Der Meister stieg direkt in die Veikkausliiga 2020 auf, der Zweitplatzierte konnte über die Relegation aufsteigen. Die letzten beiden Vereine stiegen in die Kakkonen ab.

## Teilnehmer und ihre Spielstätten
Als Aufsteiger aus der Kakkonen 2018 kamen die drei Gruppensieger Myllykosken Pallo -47, Musan Salama und Tampereen Pallo-Veikot dazu. Aus der Veikkausliiga 2018 stieg Turku PS als Verlierer der Relegation ab. Der sportlich direkte Absteiger, PS Kemi Kings, stellte aus finanziellen Gründen im Februar 2019 vorübergehend den Spielbetrieb ein.
| Verein                     | Stadt       | Stadion                      | Kapazität |
| -------------------------- | ----------- | ---------------------------- | --------- |
| AC Kajaani                 | Kajaani     | Kajaanin liikuntapuisto      | 1.000     |
| AC Oulu                    | Oulu        | Raatin Stadion               | 6.996     |
| Ekenäs IF                  | Raseborg    | Ekenäs centrumplan           | 2.500     |
| FF Jaro                    | Jakobstad   | Jakobstads Centralplan       | 5.000     |
| Haka Valkeakoski           | Valkeakoski | Tehtaan kenttä               | 6.400     |
| Kotkan Työväen Palloilijat | Kotka       | Arto Tolsa Arena             | 4.780     |
| Musan Salama               | Pori        | Stadion Pori                 | 12.3000   |
| Myllykosken Pallo -47      | Kouvola     | Saviniemen jalkapallostadion | 4.167     |
| Tampereen Pallo-Veikot     | Tampere     | Tammela Stadion              | 10.7660   |
| Turku PS                   | Turku       | Veritas-Stadion              | 9.372     |

## Abschlusstabelle
| Pl. | Verein                     | Sp. | S  | U | N  | Tore    | Diff. | Punkte |
| --- | -------------------------- | --- | -- | - | -- | ------- | ----- | ------ |
| 1.  | Haka Valkeakoski           | 27  | 24 | 2 | 1  | 076:220 | +54   | 74     |
| 2.  | Turku PS (A, R)            | 27  | 16 | 7 | 4  | 045:230 | +22   | 55     |
| 3.  | FF Jaro                    | 27  | 12 | 7 | 8  | 053:400 | +13   | 43     |
| 4.  | Kotkan Työväen Palloilijat | 27  | 13 | 3 | 11 | 046:440 | +2    | 42     |
| 5.  | Musan Salama (N)           | 27  | 11 | 5 | 11 | 040:540 | −14   | 38     |
| 6.  | Ekenäs IF                  | 27  | 9  | 3 | 15 | 042:550 | −13   | 30     |
| 7.  | AC Oulu                    | 27  | 7  | 8 | 12 | 034:300 | +4    | 29     |
| 8.  | AC Kajaani                 | 27  | 6  | 6 | 15 | 040:520 | −12   | 24     |
| 9.  | Myllykosken Pallo -47 (N)  | 27  | 5  | 7 | 15 | 030:620 | −32   | 22     |
| 10. | Tampereen Pallo-Veikot (N) | 27  | 5  | 6 | 16 | 030:540 | −24   | 21     |

Platzierungskriterien: 1. Punkte – 2. Tordifferenz – 3. geschossene Tore

| Zum Saisonende 2019:                                                                                    |                                                                                             |
| Aufsteiger in die Veikkausliiga 2020 Teilnahme an det Relegation zum Aufstieg Absteiger in die Kakkonen |                                                                                             |
| |                                                                                             |
| Zum Saisonende 2018:                                                                                    |                                                                                             |
| (A) | Absteiger aus der Veikkausliiga 2018: Turku PS                                              |
| (R) | Verlierer der Relegation: Turku PS                                                          |
| (N) | Neuaufsteiger aus der Kakkonen: Myllykosken Pallo -47, Musan Salama, Tampereen Pallo-Veikot |

### Relegation
Aufstieg
Das Hinspiel fand am 24. Oktober, das Rückspiel wurde am 27. Oktober ausgetragen.
|          | Gesamt |                      | Hinspiel | Rückspiel |
| -------- | ------ | -------------------- | -------- | --------- |
| Turku PS | 3:0    | Kokkolan Palloveikot | 0:0      | 3:0       |

## Torschützenliste
| Pl. | Name             | Team                       | Tore |
| --- | ---------------- | -------------------------- | ---- |
| 01. | Salomo Ojala     | Haka Valkeakoski           | 23   |
| 02. | Eliécer Espinosa | Turku PS                   | 18   |
| 03. | Jahir Barraza    | FF Jaro                    | 15   |
| 04. | Alesi Pahkasalo  | Kotkan Työväen Palloilijat | 13   |
| 05. | Kalle Multanen   | Kotkan Työväen Palloilijat | 11   |
| 05. | Akseli Ollila    | Ekenäs IF                  | 11   |
| 07. | Juho Mäkelä      | AC Oulu                    | 10   |